# Quellinus
Quellinus (latinisering af Quellin) er navnet på en kunstnerfamilie fra Antwerpen bestående af billedhuggere, malere og grafikere. Familien blomstrede i 1600-tallet. Kendte medlemmer er:
- Erasmus Quellinus den ældre (ca 1584–1640), billedhugger
  - Erasmus Quellinus den yngre (1607–1678), maler
    - Jan Erasmus Quellinus (1634–1715), maler

  - Artus Quellinus den ældre (1609–1668), billedhugger
  - Hubertus Quellinus (1619–1687), kobberstikker og tegner[1]

- Artus Quellinus den yngre (1625–1700), billedhugger (Erasmus Quellinus den ældre var hans onkel)
  - Artus Quellinus den yngste, også Arnold Quellinus eller fejlagtigt kaldet Jan Erasmus (1653–1686), billedhugger
  - Cornelis Quellinus (1658–1709), maler
  - Thomas Quellinus (1661–1709), billedhugger, aktiv i København[2]